# Trofeo Alfredo Binda-Comune di Cittiglio 2023
La 47e édition du Trofeo Alfredo Binda-Comune di Cittiglio a lieu le 19 mars 2023. Elle fait partie de l'UCI World Tour féminin. Elle est remportée par la Néerlandaise Shirin van Anrooij.

## Présentation

### Parcours

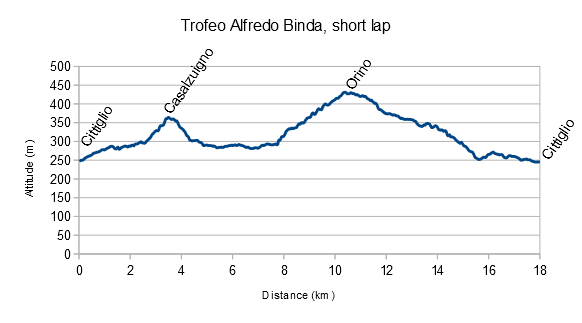
Profil du circuit final

Le parcours est modifié. Il s'élance de Maccagno con Pino e Veddasca, où il longe la côte avant de se diriger vers le sud. L'ascension vers Bedero Valcuvia constitue la première difficulté. Le parcours se dirige ensuite vers Besozzo avant de grimper vers Orino depuis Caldana. Il entre ensuite sur le traditionnel circuit final, long de 17,7 km. Il comporte la côte de Casale et surtout celle vers Orino.

## Équipes
| UCI Women's WorldTeams (12)- Canyon-SRAM Racing - Team DSM - Fenix-Deceuninck - FDJ-Suez - Israel-Premier Tech Roland - Team Jumbo-Visma - Liv Racing TeqFind - Movistar Team - Trek-Segafredo - Team Jayco AlUla - SD Worx - UAE Team ADQ Équipes féminines continentales (12)- AG Insurance - Soudal Quick-Step Team - Aromitalia-Basso Bikes-Vaiano - Bepink - Born to win-Zhiraf-G20 - Ceratizit-WNT Pro Cycling - GB Junior Team Piemonte Pedale Castanese A.S.D. - Isolmant-Premac-Vittoria - Laboral Kutxa-Fundacion Euskadi - Team Mendelspeck - Massi Tactic - Top Girls Fassa Bortolo - Zaaf Cycling Team |
| |

## Favorites
La vainqueur sortante Elisa Balsamo est une des favorites, elle peut compter sur sa formation. Katarzyna Niewiadoma et Silvia Persico sont également favorites.

## Récit de la course
Aucune échappée ne prend vraiment d'avance dans la première partie de course. Le peloton est groupé en entament le second tours de circuit. Dans la descente de la côte de Casalzuigno, un groupe de sept favorites se forme. Il inclut notamment Marianne Vos et Katarzyna Niewiadoma. Grace Brown mène le peloton pour reprendre immédiatement ce groupe. Dans la côte d'Orino, Eleonora Ciabocco attaque. Karlijn Swinkels la rejoint. Loes Adegeest part en chasse plus loin, mais n'opère la jonction qu'au pied de la côte de Casalzuigno dans l'avant-dernier tour. Leur avance est alors de cinquante secondes. La formation Trek-Segafredo les reprend avant la côte d'Orino. Shirin van Anrooij passe à l'offensive au sommet. Grâce Brown part en poursuite, mais elle est reprise dans Casalzuigno. À onze kilomètres de l'arrivée, Élise Chabbey attaque, mais la Trek la marque. Dans Orino, Mavi Garcia, Marta Cavalli et Ricarda Bauernfeind tentent tour à tour, mais sans succès. Dans le final, Juliette Labous puis  Elise Uijen essaient également de sortir. Shirin van Anrooij gagne en solitaire. Elisa Balsamo règle le peloton.

## Classements

### Classement final
| \| Classement général \| Classement général \| Classement général \| Classement général \| Classement général \| \| Coureuse \| Coureuse \| Pays \| Équipe \| Temps \| \| ------------------ \| ------------------ \| ------------------ \| ------------------------------ \| ------------------ \| \| 1re \| Shirin van Anrooij \| Pays-Bas \| Trek-Segafredo \| 3 h 39 min 32 s \| \| 2e \| Elisa Balsamo \| Italie \| Trek-Segafredo \| + 23 s \| \| 3e \| Vittoria Guazzini \| Italie \| FDJ-Suez \| + 23 s \| \| 4e \| Arlenis Sierra \| Cuba \| Movistar Team \| + 23 s \| \| 5e \| Soraya Paladin \| Italie \| Canyon-SRAM Racing \| + 23 s \| \| 6e \| Silvia Persico \| Italie \| UAE Team ADQ \| + 23 s \| \| 7e \| Elise Uijen \| Pays-Bas \| Team DSM \| + 23 s \| \| 8e \| Justine Ghekiere \| Belgique \| AG Insurance-Soudal Quick-Step \| + 23 s \| \| 9e \| Claire Steels \| Royaume-Uni \| Israel-Premier Tech Roland \| + 23 s \| \| 10e \| Mavi García \| Espagne \| Liv Racing TeqFind \| + 23 s \| |                    |             |                                |                 |
| |                    |             |                                |                 |
| Source : Cycling Quotient |                    |             |                                |                 |
| Classement général |                    |             |                                |                 |
| Coureuse | Coureuse           | Pays        | Équipe                         | Temps           |
| 1re | Shirin van Anrooij | Pays-Bas    | Trek-Segafredo                 | 3 h 39 min 32 s |
| 2e | Elisa Balsamo      | Italie      | Trek-Segafredo                 | + 23 s          |
| 3e | Vittoria Guazzini  | Italie      | FDJ-Suez                       | + 23 s          |
| 4e | Arlenis Sierra     | Cuba        | Movistar Team                  | + 23 s          |
| 5e | Soraya Paladin     | Italie      | Canyon-SRAM Racing             | + 23 s          |
| 6e | Silvia Persico     | Italie      | UAE Team ADQ                   | + 23 s          |
| 7e | Elise Uijen        | Pays-Bas    | Team DSM                       | + 23 s          |
| 8e | Justine Ghekiere   | Belgique    | AG Insurance-Soudal Quick-Step | + 23 s          |
| 9e | Claire Steels      | Royaume-Uni | Israel-Premier Tech Roland     | + 23 s          |
| 10e | Mavi García        | Espagne     | Liv Racing TeqFind             | + 23 s          |

### UCI World Tour

#### Points attribués
| Position           | 1er | 2e  | 3e  | 4e  | 5e  | 6e  | 7e  | 8e  | 9e | 10e | 11e | 12e | 13e | 14e | 15e | 16e à 20e | 21e à 30e | 31e à 40e |
| Classement général | 400 | 320 | 260 | 220 | 180 | 140 | 120 | 100 | 80 | 68  | 56  | 48  | 40  | 32  | 28  | 24        | 16        | 8         |

| Classement par points | Classement par points | Classement par points | Classement par points  | Classement par points |
| Coureuse              | Coureuse              | Pays                  | Équipe                 | Points                |
| --------------------- | --------------------- | --------------------- | ---------------------- | --------------------- |
| 1re                   | Lorena Wiebes         | Pays-Bas              | SD Worx                | 872 pts               |
| 2e                    | Amanda Spratt         | Australie             | Trek-Segafredo         | 754 pts               |
| 3e                    | Lotte Kopecky         | Belgique              | SD Worx                | 720 pts               |
| 4e                    | Grace Brown           | Australie             | FDJ-Suez               | 562 pts               |
| 5e                    | Elisa Balsamo         | Italie                | Trek-Segafredo         | 548 pts               |
| 6e                    | Elisa Longo Borghini  | Italie                | Trek-Segafredo         | 536 pts               |
| 7e                    | Loes Adegeest         | Pays-Bas              | FDJ-Suez               | 480 pts               |
| 8e                    | Georgia Williams      | Nouvelle-Zélande      | EF Education-TIBCO-SVB | 430 pts               |
| 9e                    | Silvia Persico        | Italie                | UAE Team ADQ           | 430 pts               |
| 10e                   | Demi Vollering        | Pays-Bas              | SD Worx                | 424 pts               |

| Classement par points | Classement par points | Classement par points | Classement par points  | Classement par points |
| Coureuse              | Coureuse              | Pays                  | Équipe                 | Points                |
| --------------------- | --------------------- | --------------------- | ---------------------- | --------------------- |
| 1re                   | Lorena Wiebes         | Pays-Bas              | SD Worx                | 872 pts               |
| 2e                    | Amanda Spratt         | Australie             | Trek-Segafredo         | 754 pts               |
| 3e                    | Lotte Kopecky         | Belgique              | SD Worx                | 720 pts               |
| 4e                    | Grace Brown           | Australie             | FDJ-Suez               | 562 pts               |
| 5e                    | Elisa Balsamo         | Italie                | Trek-Segafredo         | 548 pts               |
| 6e                    | Elisa Longo Borghini  | Italie                | Trek-Segafredo         | 536 pts               |
| 7e                    | Loes Adegeest         | Pays-Bas              | FDJ-Suez               | 480 pts               |
| 8e                    | Georgia Williams      | Nouvelle-Zélande      | EF Education-TIBCO-SVB | 430 pts               |
| 9e                    | Silvia Persico        | Italie                | UAE Team ADQ           | 430 pts               |
| 10e                   | Demi Vollering        | Pays-Bas              | SD Worx                | 424 pts               |

| Classement du meilleur jeune | Classement du meilleur jeune | Classement du meilleur jeune | Classement du meilleur jeune | Classement du meilleur jeune |
| Coureuse                     | Coureuse                     | Pays                         | Équipe                       | Points                       |
| ---------------------------- | ---------------------------- | ---------------------------- | ---------------------------- | ---------------------------- |
| 1re                          | Maike van der Duin           | Pays-Bas                     | Canyon-SRAM Racing           | 10 pts                       |
| 2e                           | Henrietta Christie           | Nouvelle-Zélande             | Human Powered Health         | 10 pts                       |
| 3e                           | Gaia Realini                 | Italie                       | Trek-Segafredo               | 8 pts                        |

| Classement du meilleur jeune | Classement du meilleur jeune | Classement du meilleur jeune | Classement du meilleur jeune | Classement du meilleur jeune |
| Coureuse                     | Coureuse                     | Pays                         | Équipe                       | Points                       |
| ---------------------------- | ---------------------------- | ---------------------------- | ---------------------------- | ---------------------------- |
| 1re                          | Maike van der Duin           | Pays-Bas                     | Canyon-SRAM Racing           | 10 pts                       |
| 2e                           | Henrietta Christie           | Nouvelle-Zélande             | Human Powered Health         | 10 pts                       |
| 3e                           | Gaia Realini                 | Italie                       | Trek-Segafredo               | 8 pts                        |

| Classement par équipes aux points | Classement par équipes aux points | Classement par équipes aux points | Classement par équipes aux points |
| Équipe                            | Équipe                            | Pays                              | Points                            |
| --------------------------------- | --------------------------------- | --------------------------------- | --------------------------------- |
| 1re                               | Trek-Segafredo                    | États-Unis                        | 2780 pts                          |
| 2e                                | SD Worx                           | Pays-Bas                          | 2455 pts                          |
| 3e                                | FDJ-Suez                          | France                            | 1977 pts                          |
| 4e                                | Canyon-SRAM Racing                | Allemagne                         | 1270 pts                          |
| 5e                                | UAE Team ADQ                      | Émirats arabes unis               | 1148 pts                          |
| 6e                                | Movistar Team                     | Espagne                           | 1017 pts                          |
| 7e                                | EF Education-TIBCO-SVB            | États-Unis                        | 872 pts                           |
| 8e                                | Team Jayco AlUla                  | Australie                         | 830 pts                           |
| 9e                                | Team DSM                          | Pays-Bas                          | 827 pts                           |
| 10e                               | Human Powered Health              | États-Unis                        | 816 pts                           |

| Classement par équipes aux points | Classement par équipes aux points | Classement par équipes aux points | Classement par équipes aux points |
| Équipe                            | Équipe                            | Pays                              | Points                            |
| --------------------------------- | --------------------------------- | --------------------------------- | --------------------------------- |
| 1re                               | Trek-Segafredo                    | États-Unis                        | 2780 pts                          |
| 2e                                | SD Worx                           | Pays-Bas                          | 2455 pts                          |
| 3e                                | FDJ-Suez                          | France                            | 1977 pts                          |
| 4e                                | Canyon-SRAM Racing                | Allemagne                         | 1270 pts                          |
| 5e                                | UAE Team ADQ                      | Émirats arabes unis               | 1148 pts                          |
| 6e                                | Movistar Team                     | Espagne                           | 1017 pts                          |
| 7e                                | EF Education-TIBCO-SVB            | États-Unis                        | 872 pts                           |
| 8e                                | Team Jayco AlUla                  | Australie                         | 830 pts                           |
| 9e                                | Team DSM                          | Pays-Bas                          | 827 pts                           |
| 10e                               | Human Powered Health              | États-Unis                        | 816 pts                           |

## Liste des participantes
| Légende | Légende                                                                                | Légende | Légende                                                    |
| ------- | -------------------------------------------------------------------------------------- | ------- | ---------------------------------------------------------- |
| Num     | Dossard de départ porté par le coureur sur ce Trofeo Alfredo Binda-Comune di Cittiglio | Pos     | Position à l'arrivée de la course                          |
|         | Indique un maillot de champion national ou mondial, suivi de sa spécialité             | NP      | Indique un coureur qui n'a pas pris le départ de la course |
| AB      | Indique un coureur qui n'a pas terminé la course                                       | HD      | Indique un coureur qui a terminé la course hors des délais |

| Trek-Segafredo TFS | Trek-Segafredo TFS           | Trek-Segafredo TFS |
| ------------------ | ---------------------------- | ------------------ |
| Num                | Coureuse                     | Pos                |
| 1                  | Elisa Balsamo (ITA) (route)  | 2e                 |
| 2                  | Brodie Chapman (AUS) (route) | 67e                |
| 3                  | Amanda Spratt (AUS)          | 16e                |
| 4                  | Gaia Realini (ITA)           | 17e                |
| 5                  | Shirin van Anrooij (NED)     | 1re                |

| SD Worx SDW | SD Worx SDW                 | SD Worx SDW |
| ----------- | --------------------------- | ----------- |
| Num         | Coureuse                    | Pos         |
| 11          | Lorena Wiebes (NED) (route) | 18e         |
| 12          | Niamh Fisher-Black (NZL)    | 37e         |
| 13          | Anna Shackley (GBR)         | 36e         |
| 14          | Sina Frei (SUI)             | 38e         |
| 15          | Mischa Bredewold (NED)      | 45e         |

| UAE Team ADQ UAD | UAE Team ADQ UAD       | UAE Team ADQ UAD |
| ---------------- | ---------------------- | ---------------- |
| Num              | Coureuse               | Pos              |
| 21               | Sofia Bertizzolo (ITA) | 72e              |
| 22               | Silvia Persico (ITA)   | 6e               |
| 23               | Alena Amialiusik (BLR) | 34e              |
| 24               | Alena Ivanchenko (RUS) | 65e              |
| 25               | Erica Magnaldi (ITA)   | 32e              |
| 26               | Mikayla Harvey (NZL)   | AB               |

| Team Jumbo-Visma TJV | Team Jumbo-Visma TJV          | Team Jumbo-Visma TJV |
| -------------------- | ----------------------------- | -------------------- |
| Num                  | Coureuse                      | Pos                  |
| 31                   | Marianne Vos (NED)            | 20e                  |
| 32                   | Coryn Labecki (USA)           | 41e                  |
| 33                   | Amber Kraak (NED)             | 39e                  |
| 34                   | Riejanne Markus (NED) (route) | 35e                  |
| 35                   | Karlijn Swinkels (NED)        | 23e                  |
| 36                   | Kim Cadzow (NZL)              | 47e                  |

| FDJ-Suez FST | FDJ-Suez FST            | FDJ-Suez FST |
| ------------ | ----------------------- | ------------ |
| Num          | Coureuse                | Pos          |
| 41           | Grace Brown (AUS)       | 19e          |
| 42           | Loes Adegeest (NED)     | 21e          |
| 43           | Stine Borgli (NOR)      | 62e          |
| 44           | Marta Cavalli (ITA)     | 13e          |
| 45           | Vittoria Guazzini (ITA) | 3e           |
| 46           | Évita Muzic (FRA)       | 40e          |

| Team DSM DSM | Team DSM DSM            | Team DSM DSM |
| ------------ | ----------------------- | ------------ |
| Num          | Coureuse                | Pos          |
| 51           | Francesca Barale (ITA)  | 26e          |
| 52           | Léa Curinier (FRA)      | AB           |
| 53           | Eleonora Ciabocco (ITA) | 49e          |
| 54           | Juliette Labous (FRA)   | 12e          |
| 55           | Esmée Peperkamp (NED)   | 29e          |
| 56           | Elise Uijen (NED)       | 7e           |

| Canyon-SRAM Racing CSR | Canyon-SRAM Racing CSR     | Canyon-SRAM Racing CSR |
| ---------------------- | -------------------------- | ---------------------- |
| Num                    | Coureuse                   | Pos                    |
| 61                     | Katarzyna Niewiadoma (POL) | 15e                    |
| 62                     | Tiffany Cromwell (AUS)     | 54e                    |
| 63                     | Elise Chabbey (SUI)        | 24e                    |
| 64                     | Ricarda Bauernfeind (GER)  | 14e                    |
| 65                     | Soraya Paladin (ITA)       | 5e                     |
| 66                     | Pauliena Rooijakkers (NED) | 31e                    |

| Liv Racing TeqFind LIV | Liv Racing TeqFind LIV    | Liv Racing TeqFind LIV |
| ---------------------- | ------------------------- | ---------------------- |
| Num                    | Coureuse                  | Pos                    |
| 71                     | Caroline Andersson (SWE)  | 33e                    |
| 72                     | Mavi García (ESP) (route) | 10e                    |
| 73                     | Marta Jaskulska (POL)     | 57e                    |
| 74                     | Sabrina Stultiens (NED)   | 55e                    |
| 75                     | Quinty Ton (NED)          | 51e                    |
| 76                     | Katia Ragusa (ITA)        | AB                     |

| Team Jayco AlUla BEX | Team Jayco AlUla BEX      | Team Jayco AlUla BEX |
| -------------------- | ------------------------- | -------------------- |
| Num                  | Coureuse                  | Pos                  |
| 81                   | Kristen Faulkner (USA)    | NP                   |
| 82                   | Ingvild Gåskjenn (NOR)    | AB                   |
| 83                   | Alexandra Manly (AUS)     | AB                   |
| 84                   | Ruby Roseman-Gannon (AUS) | 46e                  |
| 85                   | Ane Santesteban (ESP)     | 25e                  |
| 86                   | Urška Žigart (SLO)        | 69e                  |

| Movistar Team MOV | Movistar Team MOV            | Movistar Team MOV |
| ----------------- | ---------------------------- | ----------------- |
| Num               | Coureuse                     | Pos               |
| 91                | Katrine Aalerud (NOR)        | AB                |
| 92                | Sara Martín (ESP)            | 61e               |
| 93                | Lourdes Oyarbide (ESP)       | AB                |
| 94                | Paula Patiño (COL)           | 30e               |
| 95                | Arlenis Sierra (CUB) (route) | 4e                |

| Fenix-Deceuninck FED | Fenix-Deceuninck FED     | Fenix-Deceuninck FED |
| -------------------- | ------------------------ | -------------------- |
| Num                  | Coureuse                 | Pos                  |
| 101                  | Yara Kastelijn (NED)     | 11e                  |
| 102                  | Marthe Truyen (BEL)      | AB                   |
| 103                  | Petra Stiasny (SUI)      | 70e                  |
| 104                  | Greta Marturano (ITA)    | 64e                  |
| 105                  | Julie Van de Velde (BEL) | AB                   |
| 106                  | Sophie Wright (GBR)      | AB                   |

| Israel-Premier Tech Roland CGS | Israel-Premier Tech Roland CGS | Israel-Premier Tech Roland CGS |
| ------------------------------ | ------------------------------ | ------------------------------ |
| Num                            | Coureuse                       | Pos                            |
| 111                            | Tamara Dronova (RUS) (route)   | AB                             |
| 112                            | Claire Steels (GBR)            | 9e                             |
| 113                            | Elena Pirrone (ITA)            | 53e                            |
| 114                            | Silvia Magri (ITA)             | AB                             |
| 115                            | Nguyễn Thị Thật (VIE) (route)  | AB                             |
| 116                            | Anna Kiesenhofer (AUT)         | 48e                            |

| Ceratizit-WNT Pro Cycling WNT | Ceratizit-WNT Pro Cycling WNT | Ceratizit-WNT Pro Cycling WNT |
| ----------------------------- | ----------------------------- | ----------------------------- |
| Num                           | Coureuse                      | Pos                           |
| 121                           | Alice Maria Arzuffi (ITA)     | 42e                           |
| 122                           | Arianna Fidanza (ITA)         | AB                            |
| 123                           | Lana Eberle (GER)             | AB                            |
| 125                           | Marta Lach (POL)              | 50e                           |

| Zaaf Cycling Team ZAF | Zaaf Cycling Team ZAF       | Zaaf Cycling Team ZAF |
| --------------------- | --------------------------- | --------------------- |
| Num                   | Coureuse                    | Pos                   |
| 131                   | Nikola Nosková (CZE)        | AB                    |
| 132                   | Mareille Meijering (NED)    | 28e                   |
| 133                   | Danielle De Francesco (AUS) | 43e                   |
| 134                   | Marta Romance (ESP)         | AB                    |
| 135                   | Heidi Franz (USA)           | 63e                   |
| 136                   | Debora Silvestri (ITA)      | 27e                   |

| AG Insurance - Soudal Quick-Step Team AGS | AG Insurance - Soudal Quick-Step Team AGS | AG Insurance - Soudal Quick-Step Team AGS |
| ----------------------------------------- | ----------------------------------------- | ----------------------------------------- |
| Num                                       | Coureuse                                  | Pos                                       |
| 141                                       | Mireia Benito (ESP)                       | 59e                                       |
| 142                                       | Justine Ghekiere (BEL)                    | 8e                                        |
| 143                                       | Marthe Goossens (BEL)                     | AB                                        |
| 144                                       | Anya Louw (AUS)                           | AB                                        |
| 145                                       | Gaia Masetti (ITA)                        | AB                                        |
| 146                                       | Lone Meertens (BEL)                       | 60e                                       |

| Laboral Kutxa-Fundación Euskadi LKF | Laboral Kutxa-Fundación Euskadi LKF | Laboral Kutxa-Fundación Euskadi LKF |
| ----------------------------------- | ----------------------------------- | ----------------------------------- |
| Num                                 | Coureuse                            | Pos                                 |
| 151                                 | Yurani Blanco (ESP)                 | AB                                  |
| 152                                 | Laura Rodriguez (ESP)               | AB                                  |
| 153                                 | Ariana Gilabert (ESP)               | 56e                                 |
| 154                                 | Eneritz Vadillo (ESP)               | 58e                                 |
| 155                                 | Nadia Quagliotto (ITA)              | 44e                                 |

| Massi Tactic MAT | Massi Tactic MAT       | Massi Tactic MAT |
| ---------------- | ---------------------- | ---------------- |
| Num              | Coureuse               | Pos              |
| 161              | Aurela Nerlo (POL)     | AB               |
| 162              | Petra Zsankó (HUN)     | AB               |
| 163              | Cécile Lejeune (FRA)   | AB               |
| 164              | Jennifer Ducuara (COL) | AB               |
| 165              | Miryam Núñez (ECU)     | AB               |

| Aromitalia-Basso Bikes-Vaiano VAI | Aromitalia-Basso Bikes-Vaiano VAI | Aromitalia-Basso Bikes-Vaiano VAI |
| --------------------------------- | --------------------------------- | --------------------------------- |
| Num                               | Coureuse                          | Pos                               |
| 171                               | Rasa Leleivytė (LTU) (route)      | AB                                |
| 172                               | Irene Affolati (ITA)              | AB                                |
| 173                               | Milena Del Sarto (ITA)            | AB                                |
| 174                               | Lara Scarselli (ITA)              | AB                                |
| 175                               | Fanny Bonini (ITA)                | AB                                |
| 176                               | Rasa Rumsaite (LTU)               | AB                                |

| Bepink BPK | Bepink BPK               | Bepink BPK |
| ---------- | ------------------------ | ---------- |
| Num        | Coureuse                 | Pos        |
| 181        | Silvia Zanardi (ITA)     | 52e        |
| 182        | Prisca Savi (ITA)        | AB         |
| 183        | Andrea Casagranda (ITA)  | AB         |
| 184        | Giorgia Vettorello (ITA) | 71e        |
| 185        | Valentina Basilico (ITA) | AB         |
| 186        | Letizia Brufani (ITA)    | AB         |

| Born To Win-G20-Ambedo BTW | Born To Win-G20-Ambedo BTW | Born To Win-G20-Ambedo BTW |
| -------------------------- | -------------------------- | -------------------------- |
| Num                        | Coureuse                   | Pos                        |
| 191                        | Sara Casasola (ITA)        | AB                         |
| 192                        | Giorgia Serena (ITA)       | AB                         |
| 193                        | Sofia Barbieri (ITA)       | AB                         |
| 194                        | Vanessa Santeliz (VEN)     | AB                         |
| 195                        | Elisa Taiti (ITA)          | AB                         |
| 196                        | Rachele Bonzanini (ITA)    | AB                         |

| Isolmant-Premac-Vittoria SBT | Isolmant-Premac-Vittoria SBT | Isolmant-Premac-Vittoria SBT |
| ---------------------------- | ---------------------------- | ---------------------------- |
| Num                          | Coureuse                     | Pos                          |
| 201                          | Asia Zontone (ITA)           | AB                           |
| 203                          | Carmela Cipriani (ITA)       | AB                           |
| 204                          | Beatrice Rossato (ITA)       | 66e                          |
| 205                          | Noemi Lucrezia Eremita (ITA) | AB                           |
| 206                          | Ainara Albert (ESP)          | AB                           |

| Team Mendelspeck MDS | Team Mendelspeck MDS     | Team Mendelspeck MDS |
| -------------------- | ------------------------ | -------------------- |
| Num                  | Coureuse                 | Pos                  |
| 211                  | Eva Maria Gatscher (ITA) | AB                   |
| 212                  | Martina Sanfilippo (ITA) | AB                   |
| 213                  | Monica Castagna (ITA)    | AB                   |
| 214                  | Angela Oro (ITA)         | AB                   |
| 215                  | Alice Capasso (ITA)      | AB                   |
| 216                  | Elisa Lugli (ITA)        | AB                   |

| Top Girls Fassa Bortolo TOP | Top Girls Fassa Bortolo TOP | Top Girls Fassa Bortolo TOP |
| --------------------------- | --------------------------- | --------------------------- |
| Num                         | Coureuse                    | Pos                         |
| 221                         | Giorgia Bariani (ITA)       | AB                          |
| 222                         | Iris Monticolo (ITA)        | AB                          |
| 223                         | Alice Palazzi (ITA)         | AB                          |
| 224                         | Gaia Segato (ITA)           | 68e                         |
| 225                         | Cristina Tonetti (ITA)      | AB                          |
| 226                         | Alessia Vigilia (ITA)       | 22e                         |

| GB Junior Team Piemonte Pedale Castanese A.S.D. GBJ | GB Junior Team Piemonte Pedale Castanese A.S.D. GBJ | GB Junior Team Piemonte Pedale Castanese A.S.D. GBJ |
| --------------------------------------------------- | --------------------------------------------------- | --------------------------------------------------- |
| Num                                                 | Coureuse                                            | Pos                                                 |
| 231                                                 | Rebecca Rigamonti (ITA)                             | AB                                                  |
| 232                                                 | Vittoria Ruffilli (ITA)                             | AB                                                  |
| 233                                                 | Chiara Sacchi (ITA)                                 | AB                                                  |
| 234                                                 | Benedetta della Corte (ITA)                         | AB                                                  |
| 235                                                 | Gemma Sernissi (ITA)                                | AB                                                  |
| 236                                                 | Sylvie Truc (ITA)                                   | AB                                                  |

| Trek-Segafredo TFS | Trek-Segafredo TFS           | Trek-Segafredo TFS |
| ------------------ | ---------------------------- | ------------------ |
| Num                | Coureuse                     | Pos                |
| 1                  | Elisa Balsamo (ITA) (route)  | 2e                 |
| 2                  | Brodie Chapman (AUS) (route) | 67e                |
| 3                  | Amanda Spratt (AUS)          | 16e                |
| 4                  | Gaia Realini (ITA)           | 17e                |
| 5                  | Shirin van Anrooij (NED)     | 1re                |

| SD Worx SDW | SD Worx SDW                 | SD Worx SDW |
| ----------- | --------------------------- | ----------- |
| Num         | Coureuse                    | Pos         |
| 11          | Lorena Wiebes (NED) (route) | 18e         |
| 12          | Niamh Fisher-Black (NZL)    | 37e         |
| 13          | Anna Shackley (GBR)         | 36e         |
| 14          | Sina Frei (SUI)             | 38e         |
| 15          | Mischa Bredewold (NED)      | 45e         |

| UAE Team ADQ UAD | UAE Team ADQ UAD       | UAE Team ADQ UAD |
| ---------------- | ---------------------- | ---------------- |
| Num              | Coureuse               | Pos              |
| 21               | Sofia Bertizzolo (ITA) | 72e              |
| 22               | Silvia Persico (ITA)   | 6e               |
| 23               | Alena Amialiusik (BLR) | 34e              |
| 24               | Alena Ivanchenko (RUS) | 65e              |
| 25               | Erica Magnaldi (ITA)   | 32e              |
| 26               | Mikayla Harvey (NZL)   | AB               |

| Team Jumbo-Visma TJV | Team Jumbo-Visma TJV          | Team Jumbo-Visma TJV |
| -------------------- | ----------------------------- | -------------------- |
| Num                  | Coureuse                      | Pos                  |
| 31                   | Marianne Vos (NED)            | 20e                  |
| 32                   | Coryn Labecki (USA)           | 41e                  |
| 33                   | Amber Kraak (NED)             | 39e                  |
| 34                   | Riejanne Markus (NED) (route) | 35e                  |
| 35                   | Karlijn Swinkels (NED)        | 23e                  |
| 36                   | Kim Cadzow (NZL)              | 47e                  |

| FDJ-Suez FST | FDJ-Suez FST            | FDJ-Suez FST |
| ------------ | ----------------------- | ------------ |
| Num          | Coureuse                | Pos          |
| 41           | Grace Brown (AUS)       | 19e          |
| 42           | Loes Adegeest (NED)     | 21e          |
| 43           | Stine Borgli (NOR)      | 62e          |
| 44           | Marta Cavalli (ITA)     | 13e          |
| 45           | Vittoria Guazzini (ITA) | 3e           |
| 46           | Évita Muzic (FRA)       | 40e          |

| Team DSM DSM | Team DSM DSM            | Team DSM DSM |
| ------------ | ----------------------- | ------------ |
| Num          | Coureuse                | Pos          |
| 51           | Francesca Barale (ITA)  | 26e          |
| 52           | Léa Curinier (FRA)      | AB           |
| 53           | Eleonora Ciabocco (ITA) | 49e          |
| 54           | Juliette Labous (FRA)   | 12e          |
| 55           | Esmée Peperkamp (NED)   | 29e          |
| 56           | Elise Uijen (NED)       | 7e           |

| Canyon-SRAM Racing CSR | Canyon-SRAM Racing CSR     | Canyon-SRAM Racing CSR |
| ---------------------- | -------------------------- | ---------------------- |
| Num                    | Coureuse                   | Pos                    |
| 61                     | Katarzyna Niewiadoma (POL) | 15e                    |
| 62                     | Tiffany Cromwell (AUS)     | 54e                    |
| 63                     | Elise Chabbey (SUI)        | 24e                    |
| 64                     | Ricarda Bauernfeind (GER)  | 14e                    |
| 65                     | Soraya Paladin (ITA)       | 5e                     |
| 66                     | Pauliena Rooijakkers (NED) | 31e                    |

| Liv Racing TeqFind LIV | Liv Racing TeqFind LIV    | Liv Racing TeqFind LIV |
| ---------------------- | ------------------------- | ---------------------- |
| Num                    | Coureuse                  | Pos                    |
| 71                     | Caroline Andersson (SWE)  | 33e                    |
| 72                     | Mavi García (ESP) (route) | 10e                    |
| 73                     | Marta Jaskulska (POL)     | 57e                    |
| 74                     | Sabrina Stultiens (NED)   | 55e                    |
| 75                     | Quinty Ton (NED)          | 51e                    |
| 76                     | Katia Ragusa (ITA)        | AB                     |

| Team Jayco AlUla BEX | Team Jayco AlUla BEX      | Team Jayco AlUla BEX |
| -------------------- | ------------------------- | -------------------- |
| Num                  | Coureuse                  | Pos                  |
| 81                   | Kristen Faulkner (USA)    | NP                   |
| 82                   | Ingvild Gåskjenn (NOR)    | AB                   |
| 83                   | Alexandra Manly (AUS)     | AB                   |
| 84                   | Ruby Roseman-Gannon (AUS) | 46e                  |
| 85                   | Ane Santesteban (ESP)     | 25e                  |
| 86                   | Urška Žigart (SLO)        | 69e                  |

| Movistar Team MOV | Movistar Team MOV            | Movistar Team MOV |
| ----------------- | ---------------------------- | ----------------- |
| Num               | Coureuse                     | Pos               |
| 91                | Katrine Aalerud (NOR)        | AB                |
| 92                | Sara Martín (ESP)            | 61e               |
| 93                | Lourdes Oyarbide (ESP)       | AB                |
| 94                | Paula Patiño (COL)           | 30e               |
| 95                | Arlenis Sierra (CUB) (route) | 4e                |

| Fenix-Deceuninck FED | Fenix-Deceuninck FED     | Fenix-Deceuninck FED |
| -------------------- | ------------------------ | -------------------- |
| Num                  | Coureuse                 | Pos                  |
| 101                  | Yara Kastelijn (NED)     | 11e                  |
| 102                  | Marthe Truyen (BEL)      | AB                   |
| 103                  | Petra Stiasny (SUI)      | 70e                  |
| 104                  | Greta Marturano (ITA)    | 64e                  |
| 105                  | Julie Van de Velde (BEL) | AB                   |
| 106                  | Sophie Wright (GBR)      | AB                   |

| Israel-Premier Tech Roland CGS | Israel-Premier Tech Roland CGS | Israel-Premier Tech Roland CGS |
| ------------------------------ | ------------------------------ | ------------------------------ |
| Num                            | Coureuse                       | Pos                            |
| 111                            | Tamara Dronova (RUS) (route)   | AB                             |
| 112                            | Claire Steels (GBR)            | 9e                             |
| 113                            | Elena Pirrone (ITA)            | 53e                            |
| 114                            | Silvia Magri (ITA)             | AB                             |
| 115                            | Nguyễn Thị Thật (VIE) (route)  | AB                             |
| 116                            | Anna Kiesenhofer (AUT)         | 48e                            |

| Ceratizit-WNT Pro Cycling WNT | Ceratizit-WNT Pro Cycling WNT | Ceratizit-WNT Pro Cycling WNT |
| ----------------------------- | ----------------------------- | ----------------------------- |
| Num                           | Coureuse                      | Pos                           |
| 121                           | Alice Maria Arzuffi (ITA)     | 42e                           |
| 122                           | Arianna Fidanza (ITA)         | AB                            |
| 123                           | Lana Eberle (GER)             | AB                            |
| 125                           | Marta Lach (POL)              | 50e                           |

| Zaaf Cycling Team ZAF | Zaaf Cycling Team ZAF       | Zaaf Cycling Team ZAF |
| --------------------- | --------------------------- | --------------------- |
| Num                   | Coureuse                    | Pos                   |
| 131                   | Nikola Nosková (CZE)        | AB                    |
| 132                   | Mareille Meijering (NED)    | 28e                   |
| 133                   | Danielle De Francesco (AUS) | 43e                   |
| 134                   | Marta Romance (ESP)         | AB                    |
| 135                   | Heidi Franz (USA)           | 63e                   |
| 136                   | Debora Silvestri (ITA)      | 27e                   |

| AG Insurance - Soudal Quick-Step Team AGS | AG Insurance - Soudal Quick-Step Team AGS | AG Insurance - Soudal Quick-Step Team AGS |
| ----------------------------------------- | ----------------------------------------- | ----------------------------------------- |
| Num                                       | Coureuse                                  | Pos                                       |
| 141                                       | Mireia Benito (ESP)                       | 59e                                       |
| 142                                       | Justine Ghekiere (BEL)                    | 8e                                        |
| 143                                       | Marthe Goossens (BEL)                     | AB                                        |
| 144                                       | Anya Louw (AUS)                           | AB                                        |
| 145                                       | Gaia Masetti (ITA)                        | AB                                        |
| 146                                       | Lone Meertens (BEL)                       | 60e                                       |

| Laboral Kutxa-Fundación Euskadi LKF | Laboral Kutxa-Fundación Euskadi LKF | Laboral Kutxa-Fundación Euskadi LKF |
| ----------------------------------- | ----------------------------------- | ----------------------------------- |
| Num                                 | Coureuse                            | Pos                                 |
| 151                                 | Yurani Blanco (ESP)                 | AB                                  |
| 152                                 | Laura Rodriguez (ESP)               | AB                                  |
| 153                                 | Ariana Gilabert (ESP)               | 56e                                 |
| 154                                 | Eneritz Vadillo (ESP)               | 58e                                 |
| 155                                 | Nadia Quagliotto (ITA)              | 44e                                 |

| Massi Tactic MAT | Massi Tactic MAT       | Massi Tactic MAT |
| ---------------- | ---------------------- | ---------------- |
| Num              | Coureuse               | Pos              |
| 161              | Aurela Nerlo (POL)     | AB               |
| 162              | Petra Zsankó (HUN)     | AB               |
| 163              | Cécile Lejeune (FRA)   | AB               |
| 164              | Jennifer Ducuara (COL) | AB               |
| 165              | Miryam Núñez (ECU)     | AB               |

| Aromitalia-Basso Bikes-Vaiano VAI | Aromitalia-Basso Bikes-Vaiano VAI | Aromitalia-Basso Bikes-Vaiano VAI |
| --------------------------------- | --------------------------------- | --------------------------------- |
| Num                               | Coureuse                          | Pos                               |
| 171                               | Rasa Leleivytė (LTU) (route)      | AB                                |
| 172                               | Irene Affolati (ITA)              | AB                                |
| 173                               | Milena Del Sarto (ITA)            | AB                                |
| 174                               | Lara Scarselli (ITA)              | AB                                |
| 175                               | Fanny Bonini (ITA)                | AB                                |
| 176                               | Rasa Rumsaite (LTU)               | AB                                |

| Bepink BPK | Bepink BPK               | Bepink BPK |
| ---------- | ------------------------ | ---------- |
| Num        | Coureuse                 | Pos        |
| 181        | Silvia Zanardi (ITA)     | 52e        |
| 182        | Prisca Savi (ITA)        | AB         |
| 183        | Andrea Casagranda (ITA)  | AB         |
| 184        | Giorgia Vettorello (ITA) | 71e        |
| 185        | Valentina Basilico (ITA) | AB         |
| 186        | Letizia Brufani (ITA)    | AB         |

| Born To Win-G20-Ambedo BTW | Born To Win-G20-Ambedo BTW | Born To Win-G20-Ambedo BTW |
| -------------------------- | -------------------------- | -------------------------- |
| Num                        | Coureuse                   | Pos                        |
| 191                        | Sara Casasola (ITA)        | AB                         |
| 192                        | Giorgia Serena (ITA)       | AB                         |
| 193                        | Sofia Barbieri (ITA)       | AB                         |
| 194                        | Vanessa Santeliz (VEN)     | AB                         |
| 195                        | Elisa Taiti (ITA)          | AB                         |
| 196                        | Rachele Bonzanini (ITA)    | AB                         |

| Isolmant-Premac-Vittoria SBT | Isolmant-Premac-Vittoria SBT | Isolmant-Premac-Vittoria SBT |
| ---------------------------- | ---------------------------- | ---------------------------- |
| Num                          | Coureuse                     | Pos                          |
| 201                          | Asia Zontone (ITA)           | AB                           |
| 203                          | Carmela Cipriani (ITA)       | AB                           |
| 204                          | Beatrice Rossato (ITA)       | 66e                          |
| 205                          | Noemi Lucrezia Eremita (ITA) | AB                           |
| 206                          | Ainara Albert (ESP)          | AB                           |

| Team Mendelspeck MDS | Team Mendelspeck MDS     | Team Mendelspeck MDS |
| -------------------- | ------------------------ | -------------------- |
| Num                  | Coureuse                 | Pos                  |
| 211                  | Eva Maria Gatscher (ITA) | AB                   |
| 212                  | Martina Sanfilippo (ITA) | AB                   |
| 213                  | Monica Castagna (ITA)    | AB                   |
| 214                  | Angela Oro (ITA)         | AB                   |
| 215                  | Alice Capasso (ITA)      | AB                   |
| 216                  | Elisa Lugli (ITA)        | AB                   |

| Top Girls Fassa Bortolo TOP | Top Girls Fassa Bortolo TOP | Top Girls Fassa Bortolo TOP |
| --------------------------- | --------------------------- | --------------------------- |
| Num                         | Coureuse                    | Pos                         |
| 221                         | Giorgia Bariani (ITA)       | AB                          |
| 222                         | Iris Monticolo (ITA)        | AB                          |
| 223                         | Alice Palazzi (ITA)         | AB                          |
| 224                         | Gaia Segato (ITA)           | 68e                         |
| 225                         | Cristina Tonetti (ITA)      | AB                          |
| 226                         | Alessia Vigilia (ITA)       | 22e                         |

| GB Junior Team Piemonte Pedale Castanese A.S.D. GBJ | GB Junior Team Piemonte Pedale Castanese A.S.D. GBJ | GB Junior Team Piemonte Pedale Castanese A.S.D. GBJ |
| --------------------------------------------------- | --------------------------------------------------- | --------------------------------------------------- |
| Num                                                 | Coureuse                                            | Pos                                                 |
| 231                                                 | Rebecca Rigamonti (ITA)                             | AB                                                  |
| 232                                                 | Vittoria Ruffilli (ITA)                             | AB                                                  |
| 233                                                 | Chiara Sacchi (ITA)                                 | AB                                                  |
| 234                                                 | Benedetta della Corte (ITA)                         | AB                                                  |
| 235                                                 | Gemma Sernissi (ITA)                                | AB                                                  |
| 236                                                 | Sylvie Truc (ITA)                                   | AB                                                  |